# 12ª Squadriglia MAS
La 12ª Squadriglia MAS fu una formazione della Regia Marina italiana che prese parte alle operazioni belliche sul lago Ladoga in Russia per conto dell'Asse, nell'ambito dei più vasti eventi dell'assedio di Leningrado durante la seconda guerra mondiale.

## Contesto
Il 22 giugno 1941 l'Asse, guidato dalla Germania nazista, lanciò l'operazione Barbarossa, ovvero l'invasione dell'Unione Sovietica. Durante l'estate del 1941 i tedeschi avanzarono in Russia su tre fronti: Leningrado a nord, Mosca al centro e Stalingrado a sud.
All'agosto del 1941 il gruppo d'armate settentrionale tedesco raggiunse le porte di Leningrado, avendo occupato le repubbliche baltiche e il nordovest della Russia, mentre i finlandesi avanzarono in direzione sud verso la penisola di Viipuri, lasciando la città circondata e tagliata fuori da ogni comunicazione terrestre con il resto dell'URSS. L'unica via di comunicazione rimasta ai sovietici era tramite il lago Ladoga: per utilizzare e mantenere questa via di comunicazione i sovietici raccolsero una flotta di 50 battelli da trasporto, protetti da più di 40 unità di scorta, con i quali trasportare rifornimenti alla città.
Contro tali operazioni l'Asse poté fare inizialmente ben poco, se si eccettua la dislocazione sul lago della nave finlandese Sisu che tuttavia da sola era incapace di interrompere la via di rifornimento sovietica. Per agire contro tale via di rifornimento la Germania decise di formare una forza navale operante sul lago e, riconoscendo l'esperienza della Regia Marina nelle operazioni con piccoli motoscafi d'assalto, richiese il dispiegamento di una forza di MAS nel lago. In risposta la Regia Marina formò la 12ª Squadriglia MAS nell'aprile del 1942.

## Formazione

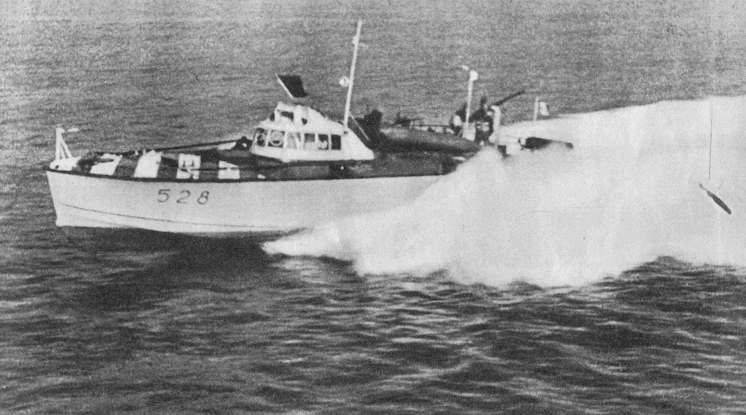
Il MAS 528 uno dei protagonisti delle azioni italiane sul lago Ladoga

La formazione di tale reparto avvenne in seno alla 10ª Flottiglia MAS, e prese piede nell'aprile del 1942 a La Spezia: la 12ª MAS ricevette in organico quattro motoscafi d'assalto (i MAS 526, 527, 528 e 529, quattro mezzi della classe 500 - seconda serie ognuno con dieci uomini di equipaggio) con relativi equipaggi e staff di supporto per un totale di 99 uomini (17 ufficiali, 19 sottufficiali e 63 tra sottocapi e comuni), sotto il comando del capitano di corvetta Giuseppe Bianchini.
Il 25 maggio 1942, dopo svariate esercitazioni nel mar Ligure, la forza iniziò la sua marcia di trasferimento verso il Ladoga: con l'assistenza di una ditta di trasporti eccezionali, la Società Fumagalli di Milano, i MAS furono caricati su pianali da carico che, trainati da autocarri, mossero via terra fino al passo del Brennero da dove, passando per Innsbruck, arrivarono a Stettino il 5 giugno seguente, mentre il grosso degli equipaggi e delle attrezzature veniva trasportato verso la città tedesca in treno. Caricati sul piroscafo tedesco Thielbeck, MAS ed equipaggi italiani attraversarono il mar Baltico fino a Helsinki: da qui le imbarcazioni furono trainate fino a Viipuri e, tramite canali navigabili, a Punkasalmi, per poi essere caricate su pianali ferroviari e movimentate fino a Lahdenpohja dove furono varate nelle acque del Ladoga; le unità italiane furono poi concentrate nella base di Sortanlahti. Il viaggio durò in tutto 26 giorni per 3.105 chilometri di percorrenza.
L'unità divenne sua volta parte del "Distaccamento navale internazionale K" (Laivasto-osasto K - LOs.K.), formato il 17 maggio 1942 da tedeschi, italiani e finlandesi e sotto il comando del colonnello E. Jarvinen dell'esercito finlandese e impegnato contro il flusso dei rifornimenti sovietici verso Leningrado assediata.

## Azioni

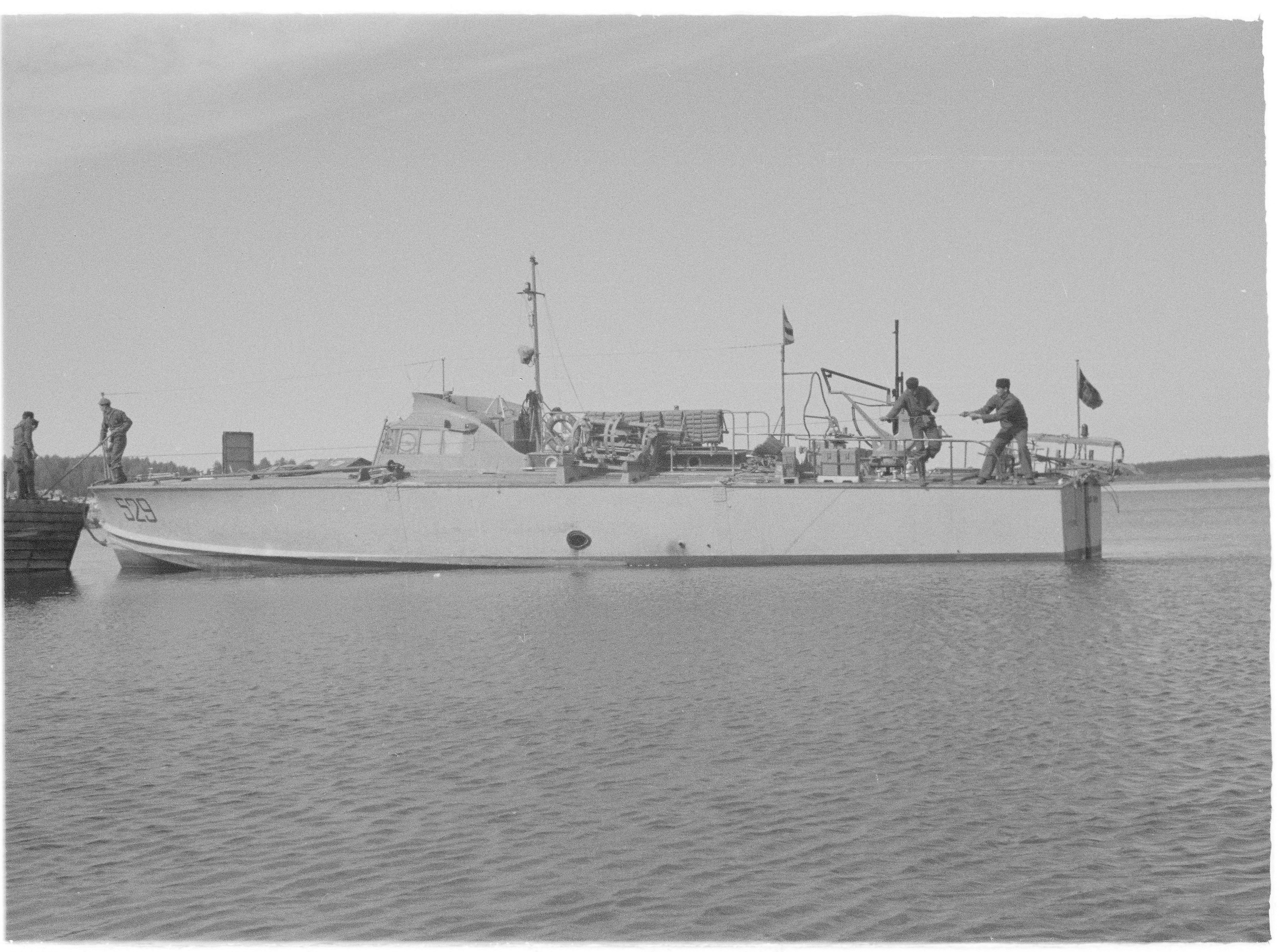
Il MAS 529 a Punkasalmi nel giugno del 1942

La squadriglia condusse la sua prima missione il 25 luglio 1942; già il giorno seguente il MAS 526 riportò alcuni danni dopo essere finito incagliato a causa della fitta nebbia sulla costa dell'isolotto di Mokerikko, dovendo rientrare alla base logistica di Sortavala per le riparazioni. I MAS italiani svolsero complessivamente 37 missioni nel Ladoga, impegnandosi nella caccia alle unità sovietiche ma anche infiltrando spie oltre le linee nemiche, scortando le unità finlandesi e tedesche e trasportando feriti urgenti. Nella notte tra il 14 e il 15 agosto i MAS 527 e 528 attaccarono, nel corso di una missione di sbarco di informatori, una formazione di tre unità da guerra sovietiche, affondando con un siluro del 527 la cannoniera Bira da 900 tonnellate di dislocamento; il 27 agosto sempre i due MAS intercettarono un convoglio sovietico di tre navi e questa volta fu il 528 a colare a picco con un siluro una nave da carico da 1.000 tonnellate di stazza
Il 1º settembre il MAS 529 incontrò due navi da guerra sovietiche mentre sorvegliava l'isola di Verkkosaari, ingaggiando un conflitto a fuoco prima di tornare alla base per aver esaurito i colpi. Il 29 settembre i MAS 528 e 529, comandati da Bianchini, incontrarono un altro convoglio come quello del 27 agosto, ma scortato da una nave da guerra: si misero in posizione e lanciarono i siluri, ma non riuscirono a colpire le navi. Il modesto pescaggio della maggior parte del naviglio avversario convinse gli italiani della sostanziale inutilità degli attacchi con i siluri e i MAS si ritrovarono molto più spesso a essere impiegati come cannoniere veloci, impiego non ottimale visto che erano alimentati a benzina, molto infiammabile dalle cannonate nemiche.
Con l'approssimarsi della stagione invernale, durante la quale il Ladoga ghiacciava completamente, il 29 ottobre i MAS italiani furono ritirati dal lago e trasferiti, in parte tramite canali navigabili e in parte per ferrovia, fino alla base di Reval in Estonia dove giunsero il 19 novembre. In seguito allo sfavorevole andamento delle operazioni militari nel Mediterraneo, fu deciso di non prolungare ulteriormente la presenza del distaccamento italiano e tra il 5 e il 25 giugno 1943 la Squadriglia fu sciolta e i MAS ceduti alla Marina militare finlandese, con cui rimasero in servizio fino al 1961